# Išijas
Išijas (ishijalgija) je pojam koji opisuje bolno stanje koje nastaje zbog pritiska na korijen velikog živca koji izlazi iz kralježnične moždine – nervus ischiadicus. Kad osoba pati od išijasa tada osjeća sijevajuću bol koja ide od donjeg dijela leđa kroz stražnjicu prema bedru, a kroz potkoljenicu se može proširiti u stopalo. Nervus ischiadicus je najduži i najdeblji živac u tijelu, debljine palca. Sastavljen je od pet manjih živaca koji izlaze iz lumbosakralnog dijela kralježnice te se spušta niz noge gdje se grana u manje živce u natkoljenici u predjelu koljena, lista, stopala i prstiju.
Bolest išijasa se najčešće pojavljuje onda kada disk (nalazi se između slabinskih (lumbalnih) kralježaka) pritišće dio ishijadičnog živca. Disk, kada stoji u normalnom položaju, ne dolazi u kontakt sa strukturama živaca, no kada isklizne iz svog položaja (prolabira), pritišće živac što prouzrokuje bolove. Ishijadični živac je zapravo mješoviti živac koji daje osjetne i motorne podražaje što znači da se pri svakom pritisku na njega razvijaju osjetni i motorni bolovi od kojih su najpopularniji bolovi u nozi (utrnulost) te mišićna slabost. 
Iako je bol koju povezujemo s išijasom jaka, većina pacijenata se može riješiti boli u liječenju tretmanima u nekoliko tjedana.  
Išijas je bolest koja pogađa i do 40 % stanovništa, najčešće u dobi iza 40-te godine života, a češće pogađa muškarce nego žene. 

## Definicija
Išijas je naziv za bol koja počinje u leđima i širi se duž noge, a prisutni su i trnjenje, slabost u mišićima ili nedostatak bilo kakvog osjećaja u nekom dijelu noge. Išijas nije bolest, već je stanje ili skup simptoma. Kad osoba pati od išijasa tada osjeća sijevajuću bol koja ide od donjeg dijela leđa kroz stražnjicu prema bedru, a kroz potkoljenicu se može proširiti u stopalo. Bol može biti nesnosna i trajati mjesecima, a često onemogućava ikakvo kretanje. 

## Uzroci
Išijas nije po sebi medicinska dijagnoza – to je simptom temeljnog zdravstvenog stanja. Obično su okidač za javljanje išijasa neki od problema koji se javljaju u donjem dijelu leđa pacijenta.
Najčešći uzroci išijasa su:
- Hernija diska – protruzija diska i prolaps diska. Išijas je najčešće posljedica hernije diska lumbalnog dijela kralježnice.
- Degenerativne bolesti diska – nastaje kao posljedica mikrotrauma i tjelesnih opterećenja u životu. Ova se pojava ne može spriječiti, ali pravilnim stilom života degenerativne promjene se mogu usporiti.
- Spondilolisteza – prednji pomak gornjeg u odnosu na donji kralježak, najčešće nastaje na nivou 4. i 5. lumbalnog kralješka ili 5. lumbalnog i 1. sakralnog kralješka. Može uzrokovati jake bolove.
- Stenoza kralježničkog kanala – degenerativna bolest kralježnice koja rezultira suženjem kralježničkog ili spinalnog kanala kroz koji prolazi kralježnička moždina i korijeni živaca. Simptomi stenoze spinalnog kanala nastaju zbog degenerativno izmijenjenog diska te zbog pritiska na korijene živaca. Najučestaliji simptomi su bolovi u jednoj ili obje noge, utrnulost u nogama, šepanje, gubitak osjeta u nogama, gubitak kontrole mokrenja i stolice te slabost u nogama i bolovima u križima
- Uzroci proizašli iz stila života – dob, pretilost, fizički težak posao, dugo sjedenje, neredovito vježbanje, nošenje visokih potpetica, spavanje na mekanom madracu
- Uzroci zbog drugih bolesti – tumor kralježnice, infekcija, fraktura, dijabetes, spazam mišića
- Trudnoća kao zasebno stanje koje uzrokuje promijene na tijelu

## Simptomi
Na žalost, simptomi išijasa su često bolni i jako izraženi. Kada su simptomi išijasa izraženi tada je pacijentu često vrlo teško pronaći položaj u kojem ne osjeća bol te su i gotovo sve aktivnosti bolne. Bol se tada javlja kod sjedenja i ležanja kao i kod stajanja i hodanja.
Išijas nije dijagnoza, nego se pod njegovim imenom obuhvaćaju simptomi kao što su:
- bol koja varira od umjerene i iritirajuće do žestoke i gotovo paralizirajuće,
- oštra bol u donjem dijelu leđa koja se širi prema nozi (obično se javlja samo u jednoj nozi),
- osjećaj žarenja duž cijele noge,
- ukočenost ili slabija kontrola pokreta noge,
- ograničena funkcija stopala,
- pojačana bol prilikom sjedenja.

Ako postoje neurološki ispadi ili simptomi koji traju >6 tjedana, pristupa se slikovnim i elektrodijagnostičkim pretragama. Strukturne promjene, uključujući spinalnu stenozu, najbolje se prikazuju pomoću MR ili CT. Eletrodijagnostika potvrđuje nazočnost i stupanj kompresije te isključuje slična stanja, poput polineuropatije ili uklještenja živca. Tako se utvrđuje da li je riječ o oštećenju jednog ili više živaca te da li klinički nalazi odgovaraju onima MR (posebno važno prije operacije).

## Liječenje
Liječenje išijasa ne smije se zanemariti, na prvu pojavu simptoma bolesti. Prije primjene bilo kakve terapije, potrebno je utvrditi točan uzrok išijasa o čemu će i ovisiti cjelokupno liječenje. 
Akutna bolna faza zahtjeva hitnu terapiju zbog težine bolova koji su u većini slučajeva nepodnošljivi. Liječnik će vam propisati sredstva za opuštanje mišića, nesteroidne protuupalne lijekove, sistemska sredstva protiv bolova, narkotike ili kortikosteroide. Po smirivanju bolova primjenjuje se fizikalna terapija. Bolesnicima se često daju i injekcije vitamina B1, B6 i B12 te mu se savjetuje spavanje na ravnoj postelji, izbjegavanje podizanje tereta pri ispravljanju, da ne radi nagle pokrete te da sam provodi odgovarajuće vježbe.

## Mjere prevencije
Nije uvijek moguće spriječiti išijas jer su njegovi uzroci vrlo različiti, ali načinom života i općom brigom za vlastito zdravlje moguće ga je izbjeći ili preboljeti uz što manje komplikacije. 
Može vam pomoći, ako:
- Prakticirate redovito vježbe za išijas – prilikom vježbanja obratite pozornost na mišiće trupa (trbušni i leđni mišići) te mišiće stražnjice koji su neophodni za pravilno držanje i bezbolnu kralježnicu.
- Pazite na držanje dok sjedite – odaberite sjedalo s osloncem na donji dio leđa, naslonima za ruke i okretnom podlogom. Ako nemate takav stolac stavite manji jastuk iza leđa.
- Naučite koristiti tijelo tako da ga manje opterećujete – ako dugo stojite, povremeno odmarajte jednu nogu na stolcu ili maloj kutiji. Kad podignete nešto teško, neka vam donji ekstremiteti odrade veći dio posla.
- Budite aktivni, više se krećite i vodite računa o zdravom načinu života